# St. Trinitatis (Altengottern)

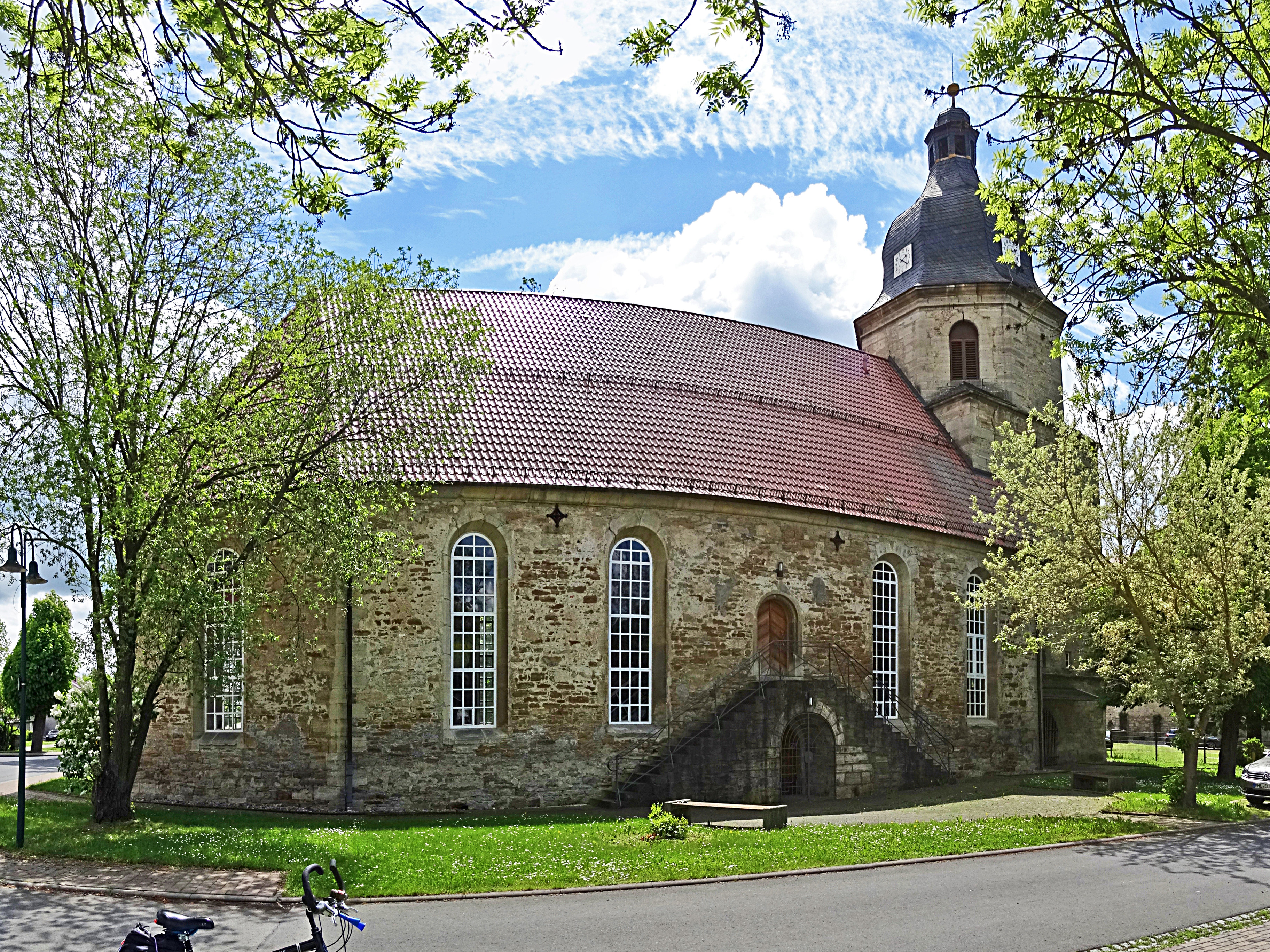
Die Trinitatis-Kirche

Die evangelische Dorfkirche St. Trinitatis steht im Oberdorf von Altengottern, einem Ortsteil der Gemeinde Unstrut-Hainich im Unstrut-Hainich-Kreis in Thüringen. Sie gehört zum Pfarrbereich Großengottern des Kirchenkreises Mühlhausen innerhalb der Evangelischen Kirche in Mitteldeutschland.

## Geschichte
Die Gemeinde Altengottern entwickelte sich aus zwei Siedlungskernen in der versumpften oder vernässten Umgebung der Unstrutniederung in das Unter- und Oberdorf. 1539 übernahmen die Bürger des Ortes den evangelisch-lutherischen Glauben. Ihr erster Pfarrer war Johann Grießbach aus Mühlhausen.
1641 wurden das Dorf und die Burg Altengottern Opfer des Dreißigjährigen Krieges. 1650 begann der Wiederaufbau und die Wiederbesiedlung. Die Trinitatis-Kirche war aus der ehemaligen Martinskirche hervorgegangen und wurde bereits 1641 zerstört. Sie wurde 1678 bis 1684 erneut aufgebaut. Die Kirche wurde von den Söhnen des Rudolf Levin gestiftet. 1682 erfolgte die Weihe des Gotteshauses.
1985 wurde der Kirchturm erneuert. Es wurde dann unter Beteiligung der Bevölkerung der Verein zum Wiederaufbau der Trinitatiskirche gegründet.

## Nach der politischen Wende
Der Platz vor der Gemeindeverwaltung und Trinitatiskirche wurde neu gestaltet. Das Denkmal der gefallen und vermissten Opfer beider Weltkriege auf dem Friedhof wurde restauriert und eingeweiht.